# Cucumaria diligens
Cucumaria diligens is een zeekomkommer uit de familie Cucumariidae.
De wetenschappelijke naam van de soort werd in 1958 gepubliceerd door D'yakonov & Baranova.